# خليل (اسم)
خليل هو اسم علم مذكر من أصل عربي، ومعناه هو الصديق الوفي، الودود، الصديق؛ والخليل بن أحمد الفراهيدي أحد أعلام العربية المبدعين (ت170هـ).

## الأصل اللغوي
جاء اسم خليل من الأصل اللغوي الخِلُّ: ويعني الوُدُّ والصديق، فيقال: إنه لكريم الخِلّ والخلة، وكلاهما بالكسر، أي كريم المصادقة والموادة والإخاء
وخليل على وزن فعيل بِمَعْنَى مُفَاعِل، وَيقال ما أحب إليّ خلة فلان: يعني مودته وخِلالته وخَلالته وخُلالته مصدر خليل.
وقال ابن الأثير:"الخليل الصديق وقيل ذلك لأَن خلته كانت مقصورة على حب الله تعالى فليس لغيره متسع، ولا شركة من محاب الدنيا والآخرة، وهذه حالً وَهَذِهِ حَالٌ شَرِيفَةٌ لَا يَنَالُهَا أَحد بِكَسْبٍ وَلَا اجْتِهَادٍ، فإِن الطِّبَاعَ غَالِبَةٌ، وإِنما يَخُصُّ اللَّهُ بِهَا مَنْ يَشَاءُ مِنْ عِبَادِهِ مِثْلَ سَيِّدِ الْمُرْسَلِينَ، صَلَوَاتُ اللَّهِ وَسَلَامُهُ عَلَيْهِمْ أَجمعين؛ وَمَنْ جَعَلَ الخَلِيل مُشْتَقًّا مِنَ الخَلَّة، وَهِيَ الْحَاجَةُ وَالْفَقْرُ، أَراد إِنني أَبرأُ مِنَ الِاعْتِمَادِ وَالِافْتِقَارِ إِلى أَحد غَيْرِ اللَّهِ عَزَّ وَجَلَّ".
وَمِنْهُ الْحَدِيثُ عن عبدالله بن مسعود يحدث عن النبي صلى الله عليه وسلم أنه قال:" لو كنت متخذًا خليلًا لاتخذت أبا بكرٍ خليلا، ولكنه أخي وصاحبي، وقد اتخذ الله عز وجل صاحبكم خليلًا".

## شخصيات تحمل الاسم
- خليل ألتينتوب (لاعب كرة قدم تركي، 8 ديسمبر 1982[9] – )
- خليل الوزير (سياسي فلسطيني، 10 أكتوبر 1935[10] – 16 أبريل 1988[10])
- خليل إينالجك (مؤرخ تركي، 26 مايو 1916 – 25 يوليو 2016)
- خليل باشا الجاندرلي الصغير (القرن 15 – 1 يونيو 1453)
- خليل باشا شندرلي الكبير ( – 22 يناير 1387)
- خليل جلال (لاعب كرة قدم، 2 سبتمبر 1970 – )
- خليل سلطان (14 سبتمبر 1384 – 4 نوفمبر 1411)
- خليل شمام (لاعب كرة قدم تونسي، 24 يوليو 1987[11] – )
- خليل كوت (1882[12] – 1957[12])
- خليل موتلو (ربّاع تركي، 14 يوليو 1973[13] – )

## وصلات خارجية
- موسوعة السلطان قابوس لأسماء العرب نسخة محفوظة 5 أبريل 2019 على موقع واي باك مشين.